# 野口秀世
野口 秀世（のぐち ひでよ、1954年 - 2015年）は、日本の建築家、久米設計に所属。同社では執行役員設計本部設計長で、主に公共文化施設を手がけた。東京都生まれ。

## 経歴
東京都立新宿高等学校を経て1980年、東京工業大学工学部建築学科卒業。1983年、東京大学大学院工学系研究科建築学専攻修士課程修了。1983年、株式会社久米設計に入社。
2006年度に北上市文化交流センター さくらホールで日本建築学会賞。その他作品に、東京音楽大学新本館など。